# Gheorghe R. Gheorghiu
Gheorghe R. Gheorghiu (n. 22 martie 1890 – d. 6 ianuarie 1977) a fost un general român care a luptat în cel de-al Doilea Război Mondial.
A absolvit Școala de Ofițeri de infanterie în 1911. A fost înaintat la gradul de colonel la 16 octombrie 1935 și la gradul de general de brigadă la 10 mai 1941.
A comandat:
- Divizia 20 Infanterie
- Divizia 6 Infanterie

Generalul Gheorghe R. Gheorghiu a fost arestat în 1953 și eliberat în 1955.

## Distincții
- Ordinul „23 August” clasa a III-a (10 august 1964) „pentru merite deosebite în opera de construire a socialismului, cu prilejul celei de a XX-a aniversări a eliberării patriei”[4]

## Legături externe
- en  Generals.dk